# Valentin Rosier
Valentin Rosier (Montauban, 19 agosto 1996) è un calciatore francese, difensore dell'Osasuna.

## Caratteristiche tecniche
Trova la sua collocazione ideale come terzino destro, dove è propositivo nella fase offensiva con cross e sovrapposizioni in attacco.

## Carriera

### Club

#### Giovanili
Inizia la sua carriera con il Rodez, esordisce durante la stagione 2015/2016 in Championnat National dove totalizza 25 presenze.

#### Digione
Il 1º luglio 2016 passa a titolo definitivo al Digione, dove si mette in mostra in Ligue 1.In tre stagioni totalizza 57 presenze con 7 assist realizzati.

#### Sporting Lisbona
Il 1º luglio 2019 si trasferisce a titolo definitivo allo Sporting Lisbona per 5 milioni di euro. Dopo una stagione con appena 9 presenze in campionato, lascia il club portoghese.

#### Beşiktaş
Il 2 ottobre 2020 viene ceduto al Beşiktaş. Nel corso della stagione si stabilisce come titolare, contribuisce alla vittoria del campionato e della coppa di Turchia con 3 goal e 7 assist in 37 presenze totali.

#### Prestito al Nizza
Il 18 gennaio 2024 passa in prestito al Nizza fino al termine della stagione, dove colleziona appena 3 presenze.

#### Leganés
Il 5 luglio 2024 si trasferisce a titolo definitivo al Leganés.

## Statistiche

### Presenze e reti nei club
Statistiche aggiornate al 28 giugno 2024.
| Stagione        | Squadra          | Campionato      | Campionato | Campionato | Coppe nazionali | Coppe nazionali | Coppe nazionali | Coppe continentali | Coppe continentali | Coppe continentali | Altre coppe | Altre coppe | Altre coppe | Totale | Totale |
| Stagione        | Squadra          | Comp            | Pres       | Reti       | Comp            | Pres            | Reti            | Comp               | Pres               | Reti               | Comp        | Pres        | Reti        | Pres   | Reti   |
| --------------- | ---------------- | --------------- | ---------- | ---------- | --------------- | --------------- | --------------- | ------------------ | ------------------ | ------------------ | ----------- | ----------- | ----------- | ------ | ------ |
| 2016-2017       | Digione          | L1              | 3          | 0          | CF+CdL          | 1+0             | 0               | -                  | -                  | -                  | -           | -           | -           | 4      | 0      |
| 2017-2018       | Digione          | L1              | 36         | 0          | CF+CdL          | 1+0             | 0               | -                  | -                  | -                  | -           | -           | -           | 37     | 0      |
| 2018-2019       | Digione          | L1              | 18         | 0          | CF+CdL          | 0+1             | 0               | -                  | -                  | -                  | -           | -           | -           | 19     | 0      |
| Totale Digione  | Totale Digione   | Totale Digione  | 57         | 0          |                 | 3               | 0               |                    | -                  | -                  |             | -           | -           | 60     | 0      |
| 2019-2020       | Sporting Lisbona | PL              | 9          | 0          | TP+TL           | 1+1             | 0+0             | UEL                | 5                  | 0                  | ST          | -           | -           | 16     | 0      |
| 2020-2021       | Beşiktaş         | SL              | 33         | 1          | CT              | 4               | 2               | UEL                | -                  | -                  | -           | -           | -           | 37     | 3      |
| 2021-2022       | Beşiktaş         | SL              | 31         | 1          | CT              | 2               | 1               | UCL                | 5                  | 0                  | ST          | 1           | 0           | 39     | 2      |
| 2022-2023       | Beşiktaş         | SL              | 27         | 1          | TK              | 2               | 0               | -                  | -                  | -                  | -           | -           | -           | 29     | 1      |
| 2023-gen. 2024  | Beşiktaş         | SL              | 12         | 0          | TK              | 0               | 0               | UECL               | 9                  | 0                  | -           | -           | -           | 21     | 0      |
| Totale Beşiktaş | Totale Beşiktaş  | Totale Beşiktaş | 103        | 3          |                 | 8               | 3               |                    | 14                 | 0                  |             | 1           | 0           | 126    | 6      |
| gen.-giu. 2024  | Nizza            | L1              | 3          | 0          | CF              | 0               | 0               | -                  | -                  | -                  | -           | -           | -           | 3      | 0      |
| Totale carriera | Totale carriera  | Totale carriera | 182        | 3          |                 | 13              | 3               |                    | 19                 | 0                  |             | 1           | 0           | 205    | 6      |

## Palmarès

### Club

#### Competizioni nazionali
- Campionato turco: 1

Beşiktaş: 2020-2021
- Coppa di Turchia: 1

Beşiktaş: 2020-2021
- Supercoppa di Turchia: 1

Beşiktaş: 2021